# 헨리크 베르겔란

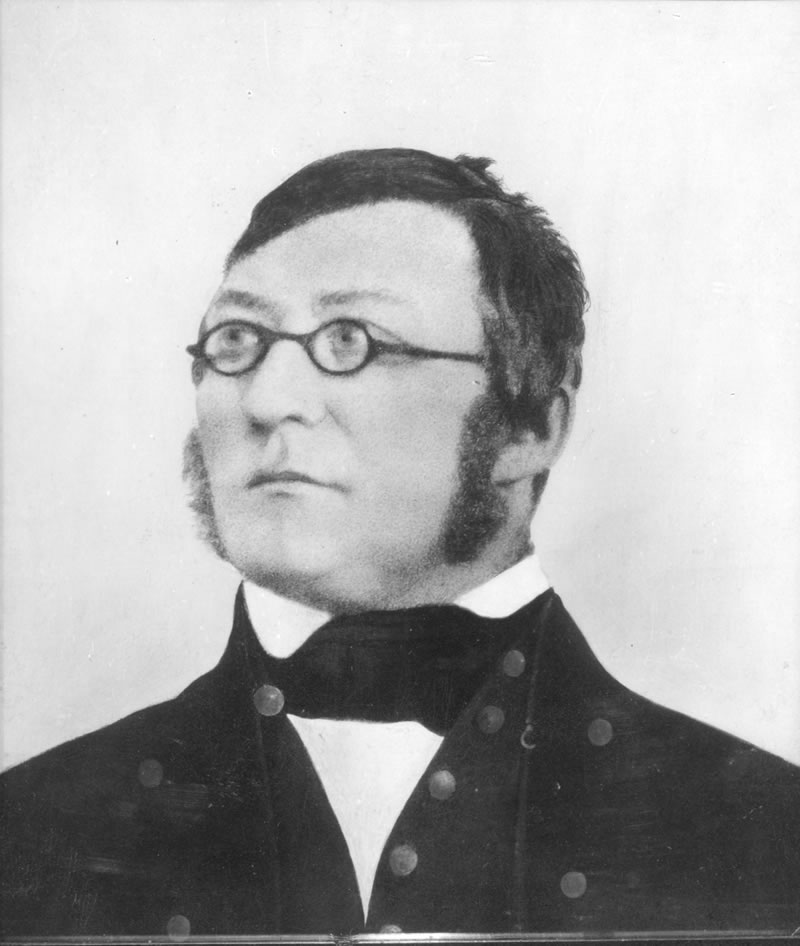

헨리크 아르놀 베르겔란(Henrik Arnold Wergeland, 1808년 6월 17일 – 1845년 7월 12일)은 노르웨이의 시인이다.
신흥국(新興國) 노르웨이의 헌법기초위원의 한 사람인 목사의 아들로 태어났다. 그는 태어나면서부터 지도자적인 기질을 타고 나서 정력적으로 강연, 설교, 신문편집, 도서관 설립, 교과서 편찬, 시작(詩作) 등을 통하여 조국애를 고무하고 조국의 건설에 최선을 다했다. 유태인, 미국의 노예, 러시아의 소수민족으로서의 폴란드인 등, 약자들의 해방을 웅변으로 주장하고 에스파냐에 있어서의 탄압에 대해 항의하고, 18세기적 계몽주의 입장에서 민주주의와 진보에 대해 일반대중, 특히 노동자에게 호소했다. 이러한 웨르겔란의 경향에 대하여 강력히 반발하여 날카로운 대립을 보인 사람은 웰하벤이었다.